# Wislikofen
Wislikofen là một đô thị ở huyện Zurzach, bang Aargau, Thụy Sĩ. Các đô thị giáp ranh là: Böbikon, Fisibach, Lengnau, Mellikon, Rümikon, Schneisingen, Siglistorf

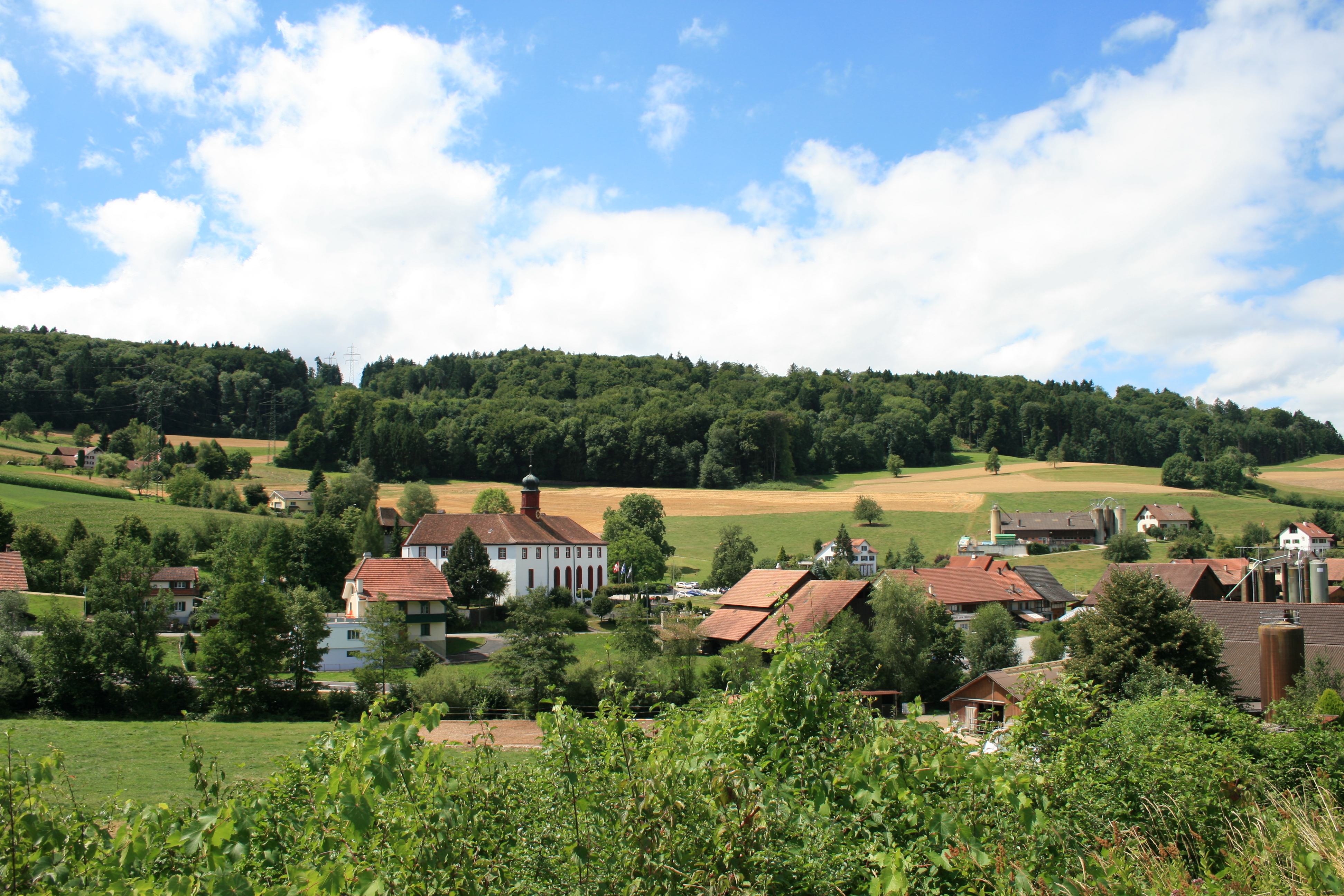
Wislikofen

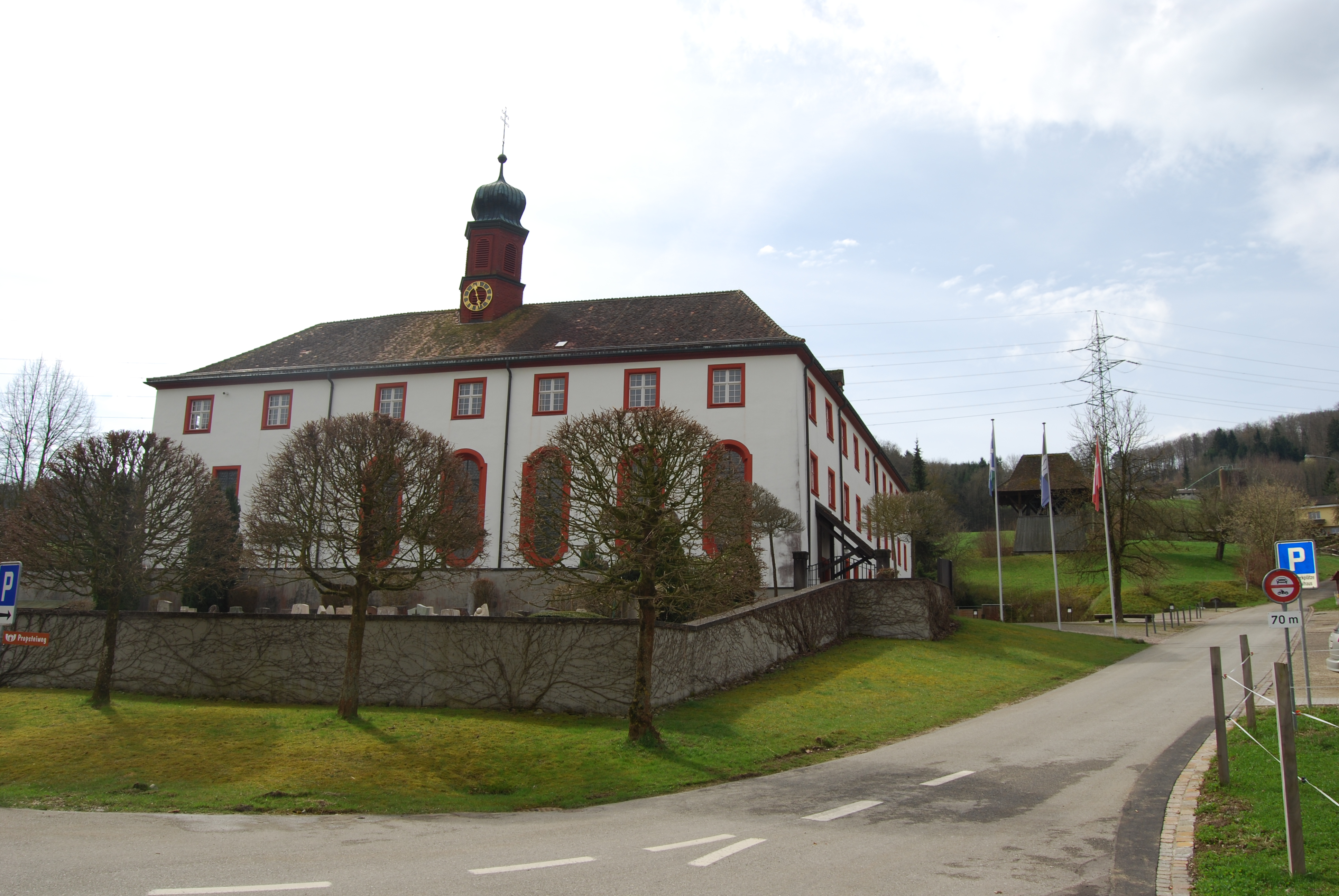
Wislikofen

Đô thị này có diện tích 3,75 km2.